# Liste von Zugehörigkeits- und Funktionsabzeichen
Unter Zugehörigkeitsabzeichen, Sonderabzeichen oder Funktionsabzeichen werden militärische oder zivile offizielle Abzeichen verstanden, die innerhalb einer Organisation bestimmte Funktionen oder Teilzugehörigkeiten anzeigen. Sie werden in aller Regel zusätzlich zu den Rangabzeichen oder Dienstgradabzeichen getragen.

## Funktionsabzeichen

### Wehrmacht
- Heeresbergführer
- Munitionsfachpersonal
- Scharfschütze

### Bundeswehr

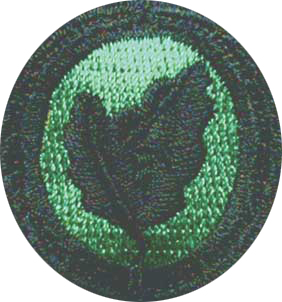
Abzeichen Einzelkämpfer

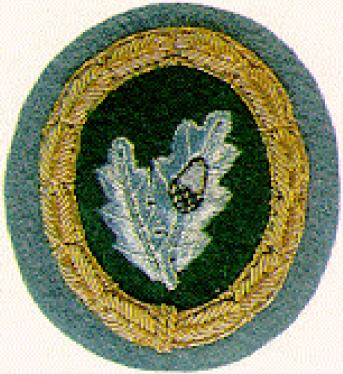
Abzeichen Führer im Fallschirmjägerspezialeinsatz

- Sonderabzeichen; diese textilen Abzeichen werden auf der rechten Brusttasche des Dienstanzuges getragen:
  - Kommandosoldat
  - Kräfte mit erweiterter Grundbefähigung (Wiederverwendung des Sonderabzeichens Führer im Fallschirmjägerspezialeinsatz)
  - Einzelkämpfer (Führer eines Jagdkommandos/einer unterstellten Teileinheit (EK2))
  - Führer einer auf sich gestellten Gruppe (EK1),
  - Heeresbergführer
  - Sicherungstruppenführer der Luftwaffe,
  - Munitionsfachpersonal

- Sonderabzeichen; diese textilen Abzeichen werden über der rechten Brusttasche getragen:
  - Fallschirmspringerabzeichen
  - Kommandant
  - Seefahrendes Personal
  - U-Bootpersonal

- ehemalige Tätigkeitsabzeichen; diese textilen Abzeichen wurden auf dem linken Unterarm des Ausgehanzuges und Dienstanzuges getragen:
  - Taucher (Heer und Marine)
  - Instandsetzungstruppführer (Heer)
  - Funkmeister (Heer)
  - Prüfer (Heer)
  - Bootsführer (Heer)
  - Absetzer (Heer)
  - Feuerwerker (Heer)
  - Rechnungsführer (Heer)
  - Flugsicherungspersonal (Heer), Radarführungs- und Flugsicherungspersonal (Luftwaffe), Flugsicherungs- und Einsatzpersonal (Marine)
  - Radar- und Feuerleitfeldwebel (Heer)
  - Schirrmeister (Heer)
  - Wallmeister (Heer)
  - Lenkwaffeneinsatzpersonal (Luftwaffe)
  - Lenkwaffentechnisches Personal (Luftwaffe)
  - Fliegertechnisches Personal (Luftwaffe)
  - Fernmeldebetriebspersonal (Luftwaffe)
  - Fernmeldetechnisches Personal (Luftwaffe)
  - Bodentechnisches und Versorgungspersonal (Luftwaffe)
  - Bodenverteidigumgspersonal (Luftwaffe)
  - U-Boot-Personal (Marine)
  - Geschützführer (Marine)
  - Schiffssicherungspersonal (Marine)
  - Amphibienfahrer (Marine)
  - Elektronikpersonal (Marine)

- Armbinden werden in der Bundeswehr auf dem linken Oberarm der Uniform getragen (Trageriemen unter der Schulterschlaufe):

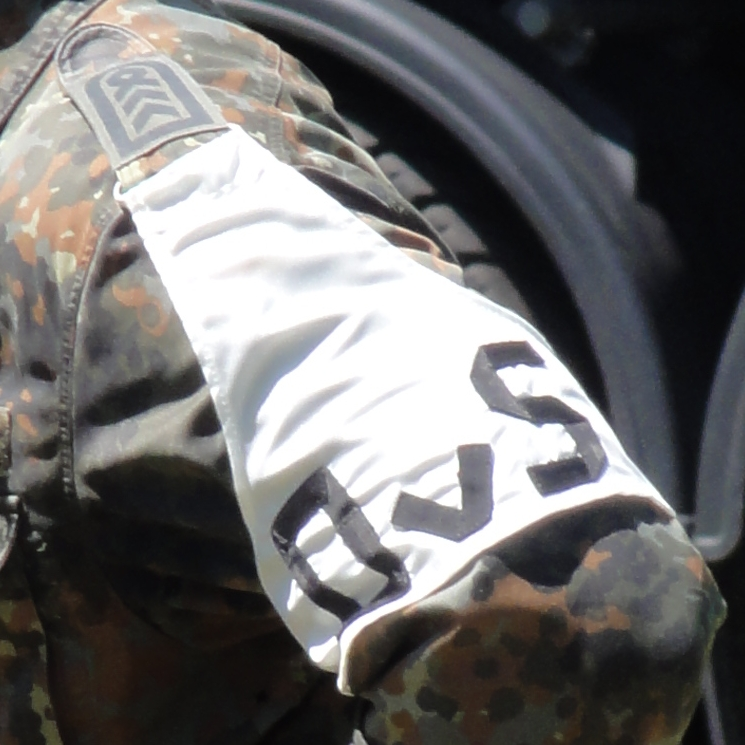
„OvS“ (Offizier vom Startplatz) (Heer)

- -  Armbinde „+“ (für Sanitätssoldaten)
  -  Armbinde „+“ (für Helfer im Sanitätsdienst bzw. Einsatzersthelfer)
  -  Armbinde „Feldjäger/MP“ (Schwarzzeug)
  -  Armbinde „Feldjäger“
  -  Armbinde „Im Feldjägerdienst“
  -  Armbinde „Feldjäger/MP“ (an Ziviler Kleidung)
  -  Armbinde „Offizier vom Dienst/OvD“ (obsolet; der Offizier vom Wachdienst ist durch eine silberne Schnur gekennzeichnet)
  -  Armbinde „FvW“ (Feldwebel vom Wochendienst) (Heer und Luftwaffe)
  -  Armbinde „Wache“ (Militärischer Wachdienst in der Bundeswehr)
  -  Armbinde „Streife“ (Militärischer Wachdienst)
  -  Armbinde „UvD“ (Unteroffizier vom Dienst, militärischer Ordnungsdienst) (Marine, Heer und Luftwaffe)
  -  Armbinde „GvD“ (Gefreiter vom Dienst, militärischer Ordnungsdienst)
  -  Armbinde „BvW“ (Bootsmann vom Wochendienst) (Marine)
  -  Armbinde „MvD“ (Matrose vom Dienst, militärischer Ordnungsdienst) (Marine)
  -  Armbinde „Offizier vom Startplatz“ („OvS“) (s. großes Bild rechts) (Heer)
  -  Armbinde „LD“ (Läufer Deck) (Marine)
  -  Armbinde „L“ (Leitender [an beiden Armen] bzw. Leitungsgehilfe, bei Übungen)
  -  Armbinde Aufsicht beim Schützen (bzw., wenn an beiden Armen getragen, Sicherheitsoffizier)

- Schulterschnüre (einsträngig) werden in der Bundeswehr an der rechten Schulter zum Feldanzug getragen:Schulterschnur, goldgelb

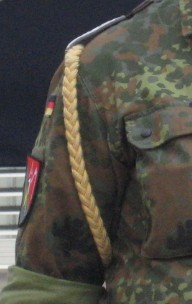
Schulterschnur, goldgelb

  - Schulterschnur silber: Offizier vom Wachdienst (vormals Offizier vom Dienst), Wachhabender sowie die Stellvertreter
  - Schulterschnur goldgelb: Kompaniefeldwebel
  - Schulterschnur blau: Unteroffizier vom Dienst (wird, außer an Bundeswehrkrankenhäusern, nicht mehr verwendet)
  - Schulterschnur grün: Gefreiter vom Dienst (wird nicht mehr verwendet)

### Polizei

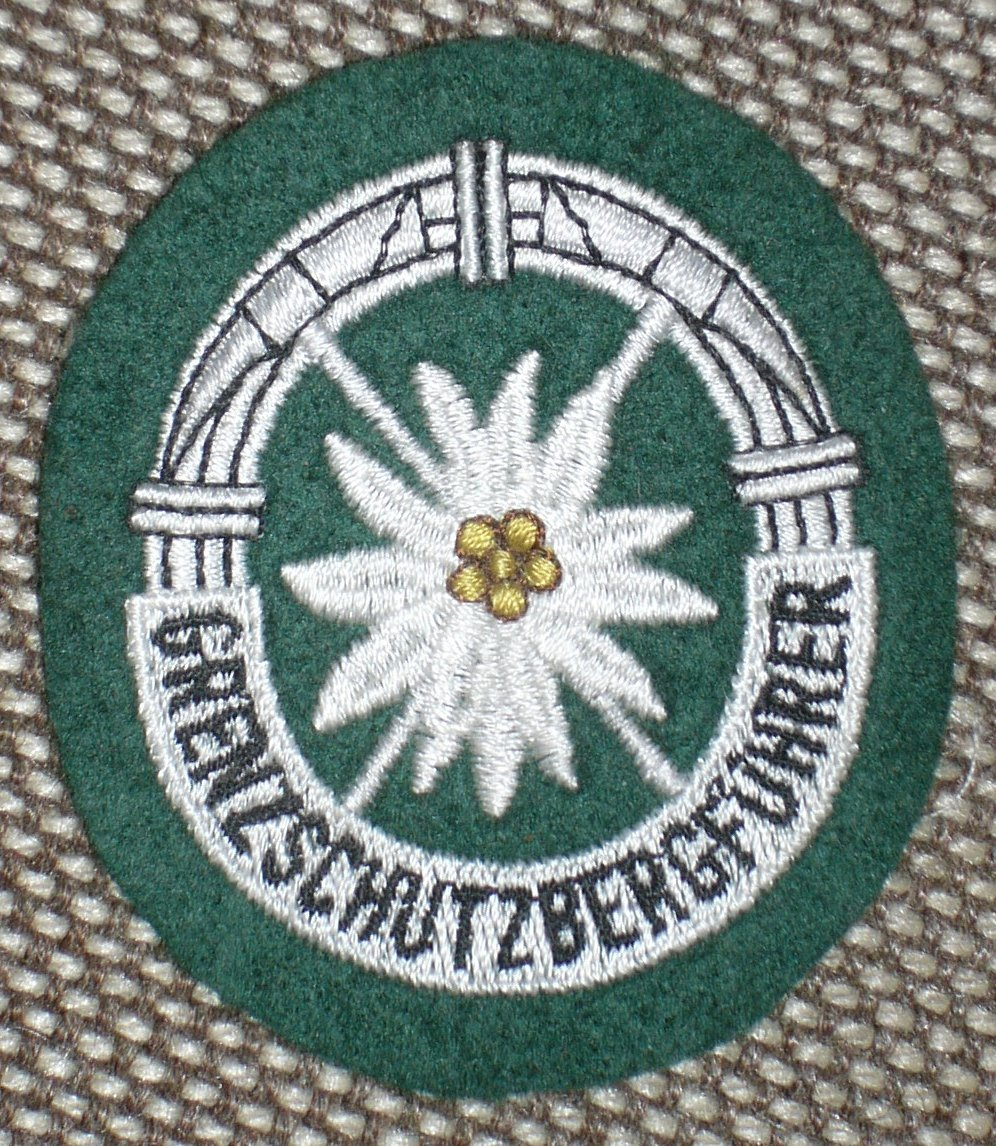
Grenzschutzbergführer

- Bundespolizei (bis 2005 Bundesgrenzschutz)
  - Bundesadler mit Eichenlaub als Brustabzeichen – GSG 9
  - Schwingen mit Eichenlaub und stilisiertem Fallschirm als Brustabzeichen – GSG 9-Fallschirmspringer
  - Schwingen als Brustabzeichen – Hubschrauberpiloten bei der Fliegergruppe bzw. den Fliegerstaffeln
  - Grenzschutzbergführer
  - Merkurstab (Silber, Gold und Gold mit Eichenlaub): Verwaltungsbeamte im Grenzschutzeinzeldienst und in den Verbänden
  - Äskulapstab mit Schlange als Brustabzeichen – Referatsleiter des Sanitätswesens
- Länderpolizeien
  - Polizeibergführer

### Österreich

#### Feuerwehr
Da die Feuerwehren in Österreich in Landesverbänden organisiert sind, unterscheiden sich die Funktionsabzeichen zwischen den Bundesländern geringfügig.
- Funktionsabzeichen in Kärnten
  - Blitz und Lenkrad (silber) – Kraftfahrer und Elektriker
  - Blitz (silber) – Elektriker
  - 6 Sternförmig angeordnete Blitze (silber) – Funker
  - Stilisierte Detonation (silber) – Sprengbefugter
  - Buchstabe M (silber) – Maschinist
  - Lenkrad (silber) – Kraftfahrer
  - Lenkrad und Wappen mit Buchstaben M (silber) – Kraftfahrer und Maschinist
  - Warnzeichen für atomare Gefahren (silber) – Strahlenschutzmann
  - Atemschutzmaske (silber) – Atemschutzmann
  - Äskulapstab (silber) – Feuerwehrsanitäter
  - Stilisierter Taucher in Wasser (silber) – Taucher
  - Zwei überkreuzte Ruder (silber) – Zillenführer
  - Stilisierter Funkmast (silber) – Technischer Lehrgang
  - Buchstabe G (silber) – Gemeindefeuerwehrkommandant
  - Stern und Eichenlaub (silber) – Verwaltungsfunktion
  - Anker (silber) – Schiffsführer

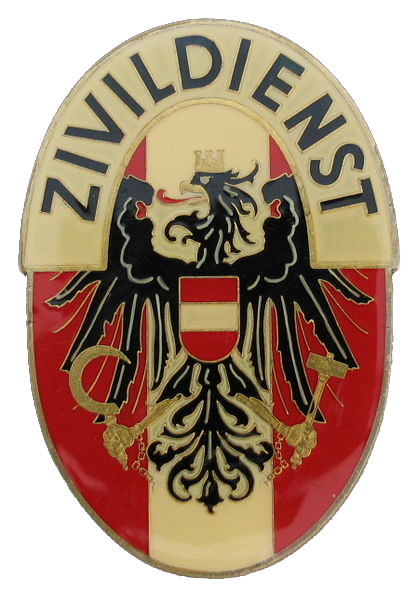
Österreichische Zivildienst-Plakette von 1982

Die Symbole für Funk und Atemschutz können mit dem Schriftzug „Ortsbeauftragter“, „Abschnittsbeauftragter“, „Bezirksbeauftragter“ oder „Landesbeauftragter“ versehen werden. Die Symbole für Atemschutz, Strahlenschutz und Wasserdienst nur mit den Schriftzügen „Bezirksbeauftragter“ und „Landesbeauftragter“. In diesen Fällen wird das Funktionsabzeichen in Gold dargestellt.

## Organisationsabzeichen
- Hoheitsabzeichen
  - Polizeistern
  - Kokarde
- Sanitätskreuz (rotes Kreuz auf weißem Grund)
- Österreichische Zivildienstplakette, offiziell "Dienstabzeichen", welches mittlerweile durch eine Plastikkarte oder bei Dienstkleidungen durch ein Stoffabzeichen ersetzt wurde. Muss von Zivildienstleistenden bei ihrer Tätigkeit getragen werden, um die Stellung des Zivildienstleistenden gegenüber der Allgemeinheit hervorzuheben.[2]